# Gergely Kulcsár
Gergely Kulcsár, född 10 mars 1934 i Nagyhalász, död 12 augusti 2020 i Vác, var en ungersk friidrottare inom spjutkastning.
Kulcsár blev olympisk silvermedaljör i spjutkastning vid olympiska sommarspelen 1964| i Tokyo.